# Parti communiste d'Espagne (marxiste-léniniste)
Pour les articles homonymes, voir Parti communiste d'Espagne (homonymie).
Le Parti communiste d'Espagne (marxiste-léniniste) ou PCE(ml), en espagnol Partido Comunista de España (marxista-leninista), est un parti politique espagnol d’extrême gauche.
D’idéologie marxiste-léniniste tendance pro-albanaise, il eut une existence de 1964 à 1992 avant d’être reconstitué en 2006.

## Le premier PCE(ml), 1964-1992
Le PCE(ml) a été créé en 1964 par un groupe de militants du Parti communiste d'Espagne (PCE) hostiles à la politique de « réconciliation nationale » préconisée par Santiago Carrillo, alors secrétaire général du PCE.

Les fondateurs du PCE(ml) estimaient que les libertés démocratiques en Espagne ne pouvaient être obtenues que par une radicalisation des luttes et proposaient une tactique s’appuyant sur la mise en place de « fronts » pour combattre la dictature franquiste. 

Idéologiquement, le PCE(ml) est d’abord proche de la ligne « anti-révisionniste » du Parti communiste chinois mais, après la mort de Mao Zedong en 1976, il adopte comme référence le Parti du travail d’Albanie d'Enver Hoxha, alors au pouvoir en Albanie. 
En 1971, lors d’une conférence à Paris, le PCE(ml) décide de la création d’un Front Révolutionnaire Antifasciste et Patriote (FRAP, Frente Revolucionario Antifascista y Patriota) qui sera mis en place en 1973. Bras armé du PCE(ml), le FRAP va mener une série d’attentats contre le régime franquiste. 

Conséquence directe des activités du FRAP, les militants du PCE(ml) devront faire face à une forte répression de la part des autorités espagnoles.
À côté du FRAP, le PCE(ml) met en place d’autres structure telles que la Jeunesse communiste d’Espagne (marxiste-léniniste), organisation de jeunesse du parti, ou l’Union populaire des artistes, regroupement d’artistes de sensibilité marxiste. 

Le PCE(ml) parvient aussi à prendre le contrôle d’organisations initialement créées par le PCE telles que la Fédération universitaire démocratique espagnole (FUDE) ou l’Opposition syndicale ouvrière (OSO).
Lors de la transition démocratique espagnole (1975-1978), le PCE(ml) s’opposera au retour de la monarchie, revendiquant une rupture totale avec le franquisme et l’instauration d’une république populaire. En ce sens, le parti, toujours clandestin, initie en mai 1977 la création de la Convention républicaine des peuples d’Espagne qui conteste la transition vers une monarchie parlementaire et appellera à l’abstention lors des élections générales de 1977 et au “non” lors du referendum constitutionnel de 1978.

Drapeau du FRAP.

En 1980 le PCE(ml) obtient, sur injonction judiciaire, sa légalisation et peut donc enfin sortir de la clandestinité.

En dépit de cette accession à la légalité, le parti va s’affaiblir dans les années qui suivent. L'effondrement du bloc de l’Est contribue à la crise. En 1991, Raúl Marco, premier secrétaire du parti, est destitué de ses fonctions. Lors du sixième congrès de l’organisation (1992), la dissolution du PCE(ml) est décidée.

## La refondation du PCE(ml)
Après la dissolution, les membres du PCE(ml) se dispersent dans différentes organisation à l’exception des militants de Madrid qui, sous la conduite de l’ex-premier secrétaire Raúl Marco, créent le Colectivo Comunista Octubre (Collectif communiste octobre) qui deviendra par la suite l’Organización Comunista Octubre (Organisation communiste octobre). Initialement basée à Madrid, cette organisation se développera progressivement dans d’autres zones d’Espagne au cours des années 1990.
Parallèlement, d’autres groupes marxistes-léninistes se mettent en place à des échelles locales comme l’Organización Comunista del País Valenciano (OCPV, Organisation communiste du Pays valencien) ou l’Organización Comunista 27 de Septiembre (OC 27-S, Organisation communiste du 27 septembre).
Ces différentes organisations finissent par créer le Comité Estatal de Organizaciones Comunistas (CEOC, Comité Étatique des Organisations Communistes) afin de coordonner leurs actions et d’entamer des discussions en vue de la refondation du PCE (ml). En 2005, l’Organización Comunista de Cataluña (OCC, Organisation communiste de Catalogne) intègre le CEOC.
Finalement, en octobre 2006, est organisé un congrès extraordinaire du CEOC qui aboutit à la reconstitution du PCE(ml).

La Jeunesse communiste d’Espagne (marxiste-léniniste) sera à son tour reconstituée en mai 2008.
Le PCE(ml) est actuellement membre de la Conférence internationale des partis et organisations marxistes-léninistes qui réunit depuis les années 1970 les partis de l'ancien courant « pro-albanais ». Le parti édite deux publications : le mensuel Octubre et la revue théorique Teoría y Práctica.